# Porntip Buranaprasertsuk
Porntip Buranaprasertsuk (Thai: พรทิพย์ บูรณะประเสริฐสุข; * 24. Oktober 1991) ist eine thailändische Badmintonspielerin. 

## Karriere
Porntip Buranaprasertsuk gewann 2008 Bronze bei der Juniorenweltmeisterschaft im Dameneinzel. Ein Jahr später startete sie bereits bei den Erwachsenen und wurde bei der WM 17. Bei den Asienspielen 2010 reichte es bereits zu Platz 9. Mit Platz 5 bei den Singapur Open und Platz 3 bei den French Open erreichte sie ihre bisher besten Ergebnisse. 2008 und 2009 gewann sie den Smiling Fish.

## Sportliche Erfolge
| Saison | Veranstaltung             | Disziplin   | Platz | Name                                               |
| ------ | ------------------------- | ----------- | ----- | -------------------------------------------------- |
| 2008   | Juniorenweltmeisterschaft | Dameneinzel | 3     | Porntip Buranaprasertsuk                           |
| 2008   | Juniorenweltmeisterschaft | Dameneinzel | 2     | Porntip Buranaprasertsuk                           |
| 2009   | Weltmeisterschaft         | Dameneinzel | 17    | Porntip Buranaprasertsuk                           |
| 2009   | Smiling Fish              | Dameneinzel | 1     | Porntip Buranaprasertsuk                           |
| 2009   | Smiling Fish              | Damendoppel | 1     | Porntip Buranaprasertsuk / Sapsiree Taerattanachai |
| 2010   | Asienspiele               | Dameneinzel | 9     | Porntip Buranaprasertsuk                           |
| 2010   | Singapur Super Series     | Dameneinzel | 5     | Porntip Buranaprasertsuk                           |
| 2010   | Japan Super Series        | Dameneinzel | 9     | Porntip Buranaprasertsuk                           |
| 2010   | French Super Series       | Dameneinzel | 3     | Porntip Buranaprasertsuk                           |
| 2010   | Hong Kong Super Series    | Dameneinzel | 9     | Porntip Buranaprasertsuk                           |
| 2011   | Korea Open                | Dameneinzel | 3     | Porntip Buranaprasertsuk                           |
| 2011   | Australia Open            | Dameneinzel | 2     | Porntip Buranaprasertsuk                           |
| 2011   | India Super Series        | Dameneinzel | 1     | Porntip Buranaprasertsuk                           |
| 2019   | Portugal International    | Dameneinzel | 1     | Porntip Buranaprasertsuk                           |